# Biankouma
 Biankouma è una città, sottoprefettura e comune della Costa d'Avorio, situata nella regione di Tonkpi. È capoluogo dell'omonimo dipartimento, la sottoprefettura conta una popolazione di 51 269 abitanti (censimento 2014).

## Geografia antropica

### Suddivisioni amministrative
Nella sottoprefettura si trovano i seguenti centri abitati (tra parentesi la popolazione al censimento 2014):
1. Biankouma (17 922)
2. Biétondié (89)
3. Dingouin (2 029)
4. Dio (1 705)
5. Fondépleu (92)
6. Gan 1 (2 052)
7. Gan 2 (1 932)
8. Gogouin (745)
9. Gouéssésso (838)
10. Guéfinso (297)
11. Kabakouman (2 830)
12. Léma (846)
13. Thé (752)
14. Blagouin (1 760)
15. Doué (1 613)
16. Gbablasso (3 263)
17. Gbonbélo 1 (3 143)
18. Gbonbélo 2 (185)
19. Kanta (624)
20. Mangouin (2 312)
21. Sokourala (265)
22. Kandopleu (1 533)
23. Yégolé (941)
24. Yrougouin (916)
25. Zouzousso 1 (900)
26. Zouzousso 2 (417)
27. Zouangouin (268)